# Mitchell Cove
Die Mitchell Cove (in Chile Caleta Nailon von spanisch nailon ‚Nylon‘, in Argentinien Caleta Enojada) ist eine Bucht von Robert Island im Archipel der Südlichen Shetlandinseln. Sie wird durch den Punta Aconcagua von der rund 2,5 km östlich liegenden Coppermine Cove getrennt. Ihr Ufer ist von Gletschern und Eiskliffs bestimmt.
Der US-amerikanische Seefahrer Benjamin Pendleton (1797–?) benannte die zuvor bereits bei Robbenjägern bekannte Bucht am 18. Dezember 1821 als Cossets Harbor. Wissenschaftler der britischen Discovery Investigations nahmen zwischen 1934 und 1935 Vermessungen vor. Luftaufnahmen entstanden zwischen 1956 und 1957 bei der Falkland Islands and Dependencies Aerial Survey Expedition. Das UK Antarctic Place-Names Committee entschied sich am 31. August 1962 zu einer Umbenennung. Neuer Namensgeber ist der Schiffseigner James Mitchell aus London, Besitzer der Sloop Beaufoy of London, einem der Schiffe der zweiten Antarktisexpedition (1821–1822) des britischen Seefahrers James Weddell. Ihren in Chile gültigen Namen erhielt die Bucht durch Wissenschaftler der 2. Chilenischen Antarktisexpedition (1947–1948). Argentinische Wissenschaftler benannten sie dagegen nach dem Dreimaster Enojada.